# Serhij Sedniew
Serhij Anatolijowycz Sedniew (ukr. Сергій Анатолійович Седнєв, ur. 19 grudnia 1983 w Głuchowie) – ukraiński biathlonista, brązowy medalista mistrzostw świata.

## Kariera
Pierwszy sukces w karierze osiągnął w 2004 roku, kiedy podczas mistrzostw świata juniorów w Haute-Maurienne zdobył brązowy medal w biegu pościgowym.
W zawodach Pucharu Świata zadebiutował 17 stycznia 2004 roku w Ruhpolding, zajmując 67. miejsce w sprincie. Pierwsze pucharowe punkty zdobył 29 listopada 2007 roku w Kontiolahti, gdzie zajął 26. miejsce w biegu indywidualnym. Na podium zawodów tego cyklu pierwszy raz stanął 13 grudnia 2007 roku w Pokljuce, gdy rywalizację w biegu indywidualnym ukończył na trzeciej pozycji. W zawodach tych wyprzedzili go jedynie Emil Hegle Svendsen z Norwegii i Niemiec Alexander Wolf. W kolejnych startach jeszcze trzy razy stanął na podium: 21 stycznia 2010 roku w Anterselvie wygrał bieg indywidualny, 10 grudnia 2010 roku w Hochfilzen był drugi w sprincie, a 16 grudnia 2010 roku w Pokljuce zajął trzecie miejsce w biegu indywidualnym. Najlepsze wyniki osiągnął w sezonie 2010/2011, kiedy zajął 16. miejsce w klasyfikacji generalnej.
Na mistrzostwach świata w Chanty-Mansyjsku w 2011 roku wspólnie z Andrijem Deryzemlą, Serhijem Semenowem i Ołeksandrem Biłanenko zdobył brązowy medal w sztafecie. Na tej samej imprezie zajął też między innymi 25. miejsce w biegu masowym. Ponadto dwukrotnie zdobywał medale mistrzostw Europy: srebrny w biegu pościgowym i brązowy w biegu indywidualnym na mistrzostwach Europy w Ufie w 2009 roku.
W 2010 roku wystartował na igrzyskach olimpijskich w Vancouver, gdzie zajął między innymi dziesiąte miejsce w biegu pościgowym i ósme miejsce w sztafecie. Brał też udział w igrzyskach w Soczi w 2014 roku, plasując się na 44. pozycji w sprincie i 54. w biegu pościgowym.
W próbce krwi pobranej od Sedniewa po zawodach PŚ w Anterselvie 22 stycznia 2013 roku wykryto ślady stosowania EPO. Zawodnik zrezygnował z badania próbki, a w styczniu 2015 roku unieważniono wszystkie jego wyniki, począwszy od lutego 2013 roku.

## Osiągnięcia

### Igrzyska olimpijskie
| Rok  | Miejscowość | Konkurencje | Konkurencje | Konkurencje | Konkurencje | Konkurencje | Konkurencje | Konkurencje |
| Rok  | Miejscowość | IN          | SP          | PU          | MS          | RL          | MR          | SR          |
| ---- | ----------- | ----------- | ----------- | ----------- | ----------- | ----------- | ----------- | ----------- |
| 2010 | Vancouver   | 68.         | 22.         | 10.         | 21.         | 8.          | nd.         | –           |
| 2014 | Soczi       | –           | DSQ         | DSQ         | –           | –           | nd.         | –           |

### Mistrzostwa świata
| Rok  | Miejscowość     | Konkurencje | Konkurencje | Konkurencje | Konkurencje | Konkurencje | Konkurencje | Konkurencje |
| Rok  | Miejscowość     | IN          | SP          | PU          | MS          | RL          | MR          | SR          |
| ---- | --------------- | ----------- | ----------- | ----------- | ----------- | ----------- | ----------- | ----------- |
| 2007 | Anterselva      | 42.         | –           | –           | –           | –           | –           | –           |
| 2008 | Östersund       | 68.         | –           | –           | –           | –           | –           | –           |
| 2009 | Pjongczang      | 47.         | –           | –           | –           | –           | –           | –           |
| 2010 | Chanty-Mansyjsk | nd.         | nd.         | nd.         | nd.         | nd.         | 6.          | –           |
| 2011 | Chanty-Mansyjsk | –           | 33.         | 27.         | 25.         | 3.          | –           | –           |
| 2012 | Ruhpolding      | –           | 84.         | –           | –           | 8.          | –           | –           |
| 2013 | Nové Město      | DSQ         | DSQ         | DNS         | –           | DSQ         | DSQ         | –           |

### Mistrzostwa świata juniorów
| Rok  | Miejscowość     | Konkurencje | Konkurencje | Konkurencje | Konkurencje | Konkurencje | Konkurencje | Konkurencje |
| Rok  | Miejscowość     | IN          | SP          | PU          | MS          | RL          | MR          | SR          |
| ---- | --------------- | ----------- | ----------- | ----------- | ----------- | ----------- | ----------- | ----------- |
| 2002 | Ridnaun         | 28.         | 5.          | 9.          | nd.         | 12.         | nd.         | –           |
| 2003 | Kościelisko     | 4.          | 30.         | 18.         | nd.         | 7.          | nd.         | –           |
| 2004 | Haute Maurienne | 22.         | 7.          | 3.          | nd.         | 5.          | nd.         | –           |

### Puchar Świata

#### Miejsca w klasyfikacji generalnej
| Sezon     | Miejsce |
| --------- | ------- |
| 2007/2008 | 46.     |
| 2008/2009 | 46.     |
| 2009/2010 | 22.     |
| 2010/2011 | 16.     |
| 2011/2012 | 54.     |
| 2012/2013 | 45.     |

#### Miejsca na podium chronologicznie
| Lp. | Dzień       | Rok  | Miejscowość | Konkurencja                | Lokata | Pudła   | Czas biegu | Strata  | Zwycięzca           |
| --- | ----------- | ---- | ----------- | -------------------------- | ------ | ------- | ---------- | ------- | ------------------- |
| 1.  | 13 grudnia  | 2007 | Pokljuka    | Bieg indywidualny na 20 km | 3.     | 0+0+0+1 | 53:54,0    | +1:55,9 | Emil Hegle Svendsen |
| 2.  | 21 stycznia | 2010 | Anterselva  | Bieg indywidualny na 20 km | 1.     | 0+0+0+0 | 54:06,7    | –       | –                   |
| 3.  | 10 grudnia  | 2010 | Hochfilzen  | Sprint na 10 km            | 2.     | 0+1     | 28:45,1    | +27,5   | Tarjei Bø           |
| 4.  | 16 grudnia  | 2010 | Pokljuka    | Bieg indywidualny na 20 km | 3.     | 1+0+0+1 | 53:26,8    | +1:21,2 | Daniel Mesotitsch   |